# (20174) Eisenstein
(20174) Eisenstein (1996 XD20) – planetoida z grupy pasa głównego asteroid okrążająca Słońce w ciągu 3,78 lat w średniej odległości 2,43 j.a. Odkryta 13 grudnia 1996 roku.